# Herbert Schmidt (Historiker)
Herbert Schmidt (* 1928 in Leipzig; † 2019 in Düsseldorf-Kaiserswerth) war ein gelernter Kaufmann, Goldschmied und Historiker mit dem Schwerpunkt auf Düsseldorf in  der NS-Zeit.

## Leben
Schmidt lebte seit 1953 in Düsseldorf und führte dort als gelernter Kaufmann und Goldschmied bis zum Anfang der 1980er-Jahre ein Juweliergeschäft. 1983 schrieb er sich als Gasthörer und 1985 als Student an der Heinrich-Heine-Universität Düsseldorf für Geschichte und Philosophie ein und legte seine Magisterprüfung ab. 1997 promovierte er mit dem Thema Die nationalsozialistischen Sondergerichte in Düsseldorf.

## Schriften (Auswahl)
- Beabsichtige ich die Todesstrafe zu beantragen: Die nationalsozialistische Sondergerichtsbarkeit im Oberlandesgerichtsbezirk Düsseldorf 1933 bis 1945, Klartext Verlagsgesellschaft 1997, ISBN 978-3884746523.
- „Rassenschande“ vor Düsseldorfer Gerichten 1935 bis 1944: eine Dokumentation, Klartext Verlagsgesellschaft 2003, ISBN 978-3898612142.
- Der Elendsweg der Düsseldorfer Juden: Chronologie des Schreckens 1933 bis 1945, Droste Verlag 2005, ISBN 978-3770012046.
- Todesurteile in Düsseldorf 1933 bis 1945: Eine Dokumentation, Droste Verlag 2008, ISBN 978-3770012954.
- Hrsg.: Ist es Freude, ist es Schmerz? Jüdische Wurzeln – deutsche Gedichte. Eine alphabetische Anthologie. Mit einem Geleitwort von Stéphane Hessel und einer Nachbemerkung von Joseph Anton Kruse. Düsseldorf: Ed. XIM Virgines 2012, ISBN  978-3-934268-97-5.